# Vitālijs Astafjevs
Vitālijs Astafjevs (Riga, 3 de abril de 1971) é um ex-futebolista e treinador de futebol letão de origem russa. Seu nome deriva do original em russo Vitaliy Astafyev (Виталий Астафьев).
O clube pelo qual está mais identificado é o Skonto, em que defendeu em quatro passagens diferentes (1992–1996, 1997–1999, 2006–2008 e 2010). Foi 9 vezes campeão nacional. No exterior, jogou pelos clubes austríacos Austria Viena e Admira Wacker e teve uma boa passagem pelo Bristol Rovers, equipe das divisões inferiores da Inglaterra. Defendeu também a equipe russa do Rubin Kazan. Encerrou a carreira de jogador em 2010.

## Seleção
Astafjevs estreou pela Letônia em 1992, em um empate válido pelas Eliminatórias para a Copa do Mundo FIFA de 1994, contra a Dinamarca. Seu maior momento com a Seleção Letã foi estar presente na Eurocopa 2004, único grande torneio em que a equipe classificou-se.

## Recorde europeu
Em amistoso disputado contra Honduras, em 14 de novembro de 2009, Astafjevs tornou-se o jogador com mais partidas por uma seleção europeia, alcançando 159 jogos pela Letônia, desbancando o estoniano Martin Reim, já aposentado.
Contra a China, Astafjevs disputou sua partida de número 167. Foi também o último jogo disputado por ele com a camisa da Letônia, poucos dias antes de se despedir oficialmente dos gramados. Até março de 2016, era o líder isolado em partidas disputadas por uma seleção europeia, quando o goleiro Iker Casillas igualou o recorde no jogo entre Espanha e Romênia.
Após a aposentadoria como jogador, foi convidado pela diretoria do Skonto a trabalhar na comissão técnica, onde exerce a função de auxiliar de Marians Pahars, seu ex-companheiro de Seleção Letã, desde 2013. Em 2014, passou a conciliar também o cargo de técnico do FK Jelgava, sua primeira equipe como treinador principal de um clube.